# Åke Ohlmarks
Åke Joel Ohlmarks, född 3 juni 1911 i Kristianstad, död 6 juni 1984 i Crist di Niardo i Brescia i Italien, var en svensk religionshistoriker, författare och översättare. Han är känd som författare av böcker inom främst historiska ämnen, men även som översättare. Han har bland annat översatt Shakespeares dramer, islänningasagorna, Sagan om Ringen och Gormenghast. 

## Biografi
Åke Ohlmarks var son till grosshandlaren Joel Ohlmarks och Anna-Lisa Larsson. Han studerade nordisk filologi och religionsvetenskap i Lund, och disputerade vid Lunds universitet 1937 på avhandlingen Heimdalls Horn und Odins Auge: Studien zur nordischen und vergleichenden Religionsgeschichte. Emellertid fick han inte docentbetyg på sin avhandling och blev därför utestängd från en akademisk karriär. I sin bok Doktor i Lund som gavs ut 1980 anklagar han uttryckligen Lauritz Weibull som satt i betygskommittén för att ha konspirerat och i sammansvärjning med andra akademiker i Lund sänkt betyget på hans avhandling. Weibull ville enligt Ohlmarks underkänna avhandlingen helt. Inte heller den 1939 publicerade boken Studien zum Problem des Schamanismus resulterade i docentur.
Ohlmarks arbetade som lektor i svenska vid Tübingens universitet i Tyskland mellan 1933 och 1934, vid Islands universitet i Reykjavik mellan 1934 och 1935 samt vid Greifswalds universitet i Tyskland mellan 1941 och 1945. 1944 grundade Ohlmarks ett religionsvetenskapligt institut i Greifswald tillsammans med den tyskkristne teologen Wilhelm Koepp. Han lämnade Greifswald och återvände till Sverige ett par veckor innan Sovjetunionens armé intog staden under andra världskriget.  
Under 1950-talet arbetade Ohlmarks som manusansvarig på företaget Europafilm. Senare arbetade han som översättare och författare fram till sin död. Ohlmarks översatte bland annat Shakespeare, Dante, Koranen, Nostradamus profetior, dikter från poetiska Eddan och de svenska landskapslagarna till modern svenska.
Som översättare gjorde sig Ohlmarks känd för sitt ofta ganska fria förhållningssätt till originaltexterna. Gunnar Jarring konstaterar i Svenskt biografiskt lexikon att Ohlmarks sinne för vetenskaplig noggrannhet inte var särskilt utvecklat och att hans omfångsrika produktion därför måste läsas med ett försiktigt och kritiskt öga även när det gäller sakuppgifter.
I en artikel i tidskriften Lundagård attackerade Ohlmarks 1933 vänstersinnade och liberaler vid universitetet och framhöll i stället ”de handlingskraftiga tyskarna”. Under andra världskriget var han verksam i Tyskland. I sitt samarbete med nazisterna tvingades han till eftergifter men försökte samtidigt behålla sin akademiska integritet. Den tyske historikern Dieter Langewiesche beskriver ett sådant förhållningssätt som vanligt bland akademiker i dåtidens Tyskland. Den svenske historikern Andreas Åkerlund beskriver Ohlmarks position som en blandning av ”anpassning, samarbete och okunnighet”. I senare verk hävdar Ohlmarks indirekt att han tagit avstånd från Nazityskland i och med den tyska ockupationen av Danmark och Norge. Några spår av antisemitism finns inte i Ohlmarks verk.
Ohlmarks var gift 1941–1954 med Elsa Ingår Solveig Andersson, 1954–1957 och 1959–1967 med Letty Steenstrup och sista gången från 1969 med filosofie doktor Monica Hedwig Suter, som avled 1983.

## Studentikosa verk
När Ohlmarks var nyanländ student vid Lunds universitet upptäcktes hans begåvning för den speciella studenthumorn. Denna fick han till exempel tillfälle att odla i tillfällighetsdikter vid nationsfester, inte minst i den speciella lundensiska versformen Q-vers. Under åren 1932–1933 var han redaktör för studenttidningen Lundagård, där han fick tillfälle att visa sina talanger på Q-vers. Han deltog också i spexen, både som författare och aktör. Som författare medverkade han bland annat till Det gamla spelet om En Far och Drottningen av Saba.

## Senare verk
Ohlmarks var en mycket produktiv författare med en lång rad publikationer inom olika ämnesområden, men den största delen av hans författarskap var naturligt nog centrerad kring hans egna specialområden, det vill säga religionshistoria, fornhistoria och nordiska språk. När det gäller religionshistoria fokuserade han redan i avhandlingsarbetet på asatron, och senare på schamanismen. Från senare år finns även skrifter om Egyptens gudar, om shiitisk islam, och om buddhism. År 1950 utkom ett stort standardverk i två band – Svenskarnas tro genom årtusendena. Till religionshistoriken anknyter även Ohlmarks intresse för det övernaturliga, vilket han ägnade en rad böcker åt. Under lektorstiden på Island fördjupades hans kunskaper i isländska, vilket ledde till översättningar, både Eddadikterna (Poetiska Eddan och Snorres Edda ), Konungasagorna och i början av 1960-talet alla islänningasagorna. Förutom översättningarna utkom även böcker om fornnordisk lyrik, eddadikterna och om de nordiska gudarna.
Ohlmarks skrev ett stort antal böcker om svenska och utländska kungligheter (inklusive en biografi över Gustaf V). Förutom ett antal självbiografiska verk, skrev Ohlmarks också en personligt färgad biografi över vännen Sten Broman. En mindre del av Ohlmarks böcker är skönlitterära, bland annat en serie böcker om Skåne med historisk anknytning. Han vann 1960 första pris i tävlan om stora skandinaviska romanpriset med romanen Ödesdygnet.

## Översättningar

### Storprojekt
Ett av Ohlmarks stora översättningsprojekt var den fornvästnordiska litteraturen. Där slutförde han översättningen av Eddadikterna i fyra band, delar av skaldediktningen i två band, Heimskringla, den första kompletta svenska översättningen av de isländska sagorna i fem band, och slutligen Snorres Edda. Ohlmarks översatte även Wulfilas Silverbibel, Den gudomliga komedin samt 27 av Shakespeares dramer.

### Sagan om Ringen
Ohlmarks översättning av Sagan om Ringen följde äldre principer där idealet var att tolka originaltexten i en stil som var naturlig för en själv och för ens egen tid. Även om översättningen först emottogs positivt, kom en del Tolkien-vänner att bli kritiska. Man menade att Ohlmarks tagit sig för stora friheter, och därigenom brutit med Tolkiens strama stil. I vissa fall är det också fråga om grova felöversättningar (t ex feltolkningar av idiomatiska uttryck). En nyöversättning av Tolkiens verk gjordes 2004 av Erik Andersson och Lotta Olsson i en stil som är trognare originaltexten. Efter flera konflikter bland annat med J.R.R. Tolkiens son Christopher, skildrade i boken Tolkiens arv (1978), tog Ohlmarks 1982 avstånd från Tolkien och utgav boken Tolkien och den svarta magin.

### Publikationer om religions- och fornhistoria
- 1936: Isländska hov och gudahus, i: Bidrag till nordisk filologi tillägnade Emil Olson den 9 juni 1936, ss. 339–355.
- 1936: Totenerweckung in Eddaliedern, i: Arkiv för nordisk filologi 52, ss. 264–297.
- 1937: Heimdalls Horn und Odins Auge: Studien zur nordischen und vergleichenden Religionsgeschichte, Erstes Buch (I–II) Heimdallr und das Horn, Lund.
- 1939: Studien zum Problem des Schamanismus, Lund.
- 1939: Anmärkningar och genmäle angående Heimdall, i: Arkiv för nordisk filologi 54, ss 354–363.
- 1939: Arktischer Schamanismus und altnordischer Seiðr, i: Archiv für Religionswissenschaft 36, ss 171–180.
- 1941: Stellt die mythische Bifrost den Regenbogen oder die Milchstrasse dar? Eine textkritisch-religionshistorische Untersuchung zur mythographischen Arbeitsmethode Snorri Sturlusons, (Meddelande från Lunds astronomiska observatorium, Ser. II Nr. 110), Lund.
- 1941: Das Grabschiff. Studien zur vorgeschichtlichen nordischen Religionsgeschichte, i: Zeitschrift für systematische Theologie 18, ss 150–158.
- 1943: Studien zur altgermanischen Religionsgeschichte. 4 Aufsätze, Leipzig.
- 1943: Die klassischen Isländersagas und ihr Ehrbegriff, i: Grundmann, Walter (Hg.), Die völkische Gestalt des Glaubens, Leipzig, ss 157–220.
- 1944: Thomas Thorild als Vorläufer der neuzeitlichen Religionswissenschaft, Greifswald (tills. m. Lars Åkerberg).
- 1944: Alt-Uppsala und Urnes. Untersuchung zur Entstehung der Dreischiffstabkirche und des ältesten germanisch-heidnischen Kulthauses, (Meddelande från Lunds astronomiska observatorium, Ser. II Nr. 115), Lund.
- 1944: Alt-Uppsala und Arkona, in: Vetenskapssocieteten i Lund, Årsbok 1943, Lund, ss 79–120.
- 1945: ”Toalettredskapen” och solreligionen under yngre bronsåldern, in: Fornvännen 40, ss 337–358.
- 1946: Gravskeppet. Studier i förhistorisk nordisk religionshistoria, Stockholm.
- 1947–1950: Svenskarnas tro genom årtusendena I–II, Norlin
  - Del 1: Hedendomen
  - Del 2: Missionstid och katolsk tid
- 1947: Antiken och den äldre medeltiden
- 1948: Europeiska färder och forskningar fram till "upptäckternas tidevarv"
- 1948: Kristna skådare och skalder i vårt land. Från Petrus de Dacia och Birgitta till Hjalmar Gullberg och Johannes Collin
- 1951: Svenska krönikan. Vår kulturhistoria. (tills. m. Nils Erik Bæhrendtz)
- 1956: Snorre Sturluson, versakrobaten
- 1962: Resa till Greklands gudar
- 1962: Fornsvensk lyrik, FIB:s lyrikklubb
- 1963: Resa till Egyptens gudar, Termac
- 1963: Skånes äldsta hävder, Scania.
- 1963: Hällristningarnas gudar_ En sammanställning och ett förklarningsförsök, Kronos.
- 1963: Nya himlar jag skådar: Versparafras på Uppenbarelseboken, Gummessons
- 1963: Asar, vaner och vidunder: Den fornnordiska gudavärlden  saga, tro och myt, Bonniers
- 1964: Det kulturhistoriska Sverige i bygd för bygd. Band 1: Sydsverige (Sveogöterna rike)
- 1964: Resa till Israel: Landet som skapade Bibeln, Termac
- 1964–68: Sveogöternas rike: Det kulturhistoriska Sverige bygd för bygd.
  - 1964: Sydsverige
  - 1965: Mellansverige
  - 1967: Svealand
  - 1968: Nordsverige
- 1966: Hällristningar. (Pehr Hasselrot, foto)
- 1967: Grottmålningar, Zindermans.
- 1970: Gudatro i forntid, Gummesson
- 1971: Svearna i saga och hävd, Rabén & Sjögren
- 1971: Vikingarnas gudar
- 1973: Sagan om Nibelungarna, Gebers.
- 1974: Svenskarnas religion – Från istiden till våra dagar (med Berndt Gustafsson), Verbum
- 1975: Fornnordisk ordbok
- 1978: 100 svenska runinskrifter, Plus.
- 1979: Vårt nordiska arv: Från 10 000 f.Kr. till medeltidens början, Stureförlaget.
- 1981: Asasagan, LT:s förlag
- 1981: Vikingatågen och runstenarna, Sjöstrands.
- 1983: Fornnordiskt lexikon (2:a uppl. av "Fornnordisk ordbok").

### Om kungar och härskare
- 1956: Sveriges hundra kungar från Ynglingaätten till Gustav VI Adolf (red. C. Bernadotte och O. Wieselgren)
- 1972: Alla Sveriges kungar
- 1972: Våra kungar – från äldsta tid till våra dagar, Stureförlaget
- 1973: Alla Sveriges drottningar, Gebers.
- 1979: Alla Kinas härskare, Bonniers
- 1979: Alla Irans härskare, Sjöstrands
- 1979: Alla Sveriges prinsessor, AWE / Gebers
- 1980: Alla Sveriges prinsar, AWE / Gebers
- 1980: Alla Rysslands härskare, Bonniers
- 1980: Stamträd över Europas furstehus, Bokförlaget Plus
- 1983: Konungen är död. En tusenårskrönika om svenska monarkers slut, Corona
- 1983: Gustaf V. Med folket för fosterlandet. Wiken

### Skönlitteratur
- 1960: Ödesdygnet. En roman om Ingjald Illrådes sista timmar. Stora Skandinaviska Romanpriset. Wahlström & Widstrand
- 1961: Den allra trognaste konungen, Wahlström & Widstrand.
- 1975–1980: Romanserie från Skånes vikingatid och medeltid 1–6, LT:s förlag
  - 1975: Konungariket Skånes undergång
  - 1976: Striden om strutkronan
  - 1977: Av skånekungars blod
  - 1978: Absalon. Skånes djävul.
  - 1979: Skånska riddersmän. Från Skåne och Danmark 1202–1332
  - 1980: Skåne åter kungarike – Från nordens medeltid 1330–1363
- 1980: Dubbelörnen

### Memoarer
- 1951: Minnen från 20-talet i Malmö läroverk (i samlingsverket Sveriges studenter, huvudred. B: Söderberg)
- 1957: Blygsam minnesbukett, Malmö nations skriftserie
- 1965: I paradiset. Levnadsminnen I
- 1970: Drömfabriken. Äventyr i filmens värld. Zindermans.
- 1980: Doktor i Lund. En bok om akademiska intriger, Sjöstrands.
- 1980: Efter mej syndafloden (Memoarer 1941–45). Greifswald–Berlin–Hamburg 1941–1945, Köping.

### Tolkieniana
- 1972: Sagan om Tolkien, Gebers
- 1976: Tolkien-lexikon med allt från Alvhem till Örtplyte, AWE / Gebers
- 1978: Tolkiens Arv
- 1982: Tolkien och den svarta magin

### Övernaturligt
- 1963: Spökhistorier från alla länder
- 1970: Nostradamus. Spådomar – Stjärntyderi – Orakel.
- 1970: Övernaturligt – spökhistorier
- 1971: Gengångare
- 1973: Slottsspöken, Tidens förlag
- 1974: Andar och dödmansgastar, Tiden.
- 1979: Stjärnornas horoskop. En handbok i modern astrologi.
- 1979: Den stora drömboken, Sjöstrands förlag.
- 1979: Konsten att spå – i kort, i hand, i kaffesump och bly, Sjöstrands.
- 1980: Spökhistorier från alla länder och tider.
- 1981: Stjärnornas budskap

### Spel och hobby
- 1955: Det första frimärket. Om filatelistiska rariteter.
- 1957: Frimärkena berättar – Europas historia i frimärksbilder, Medéns.
- 1967: Mina hundar och andras jyckar, Zinderman
- 1973: Korsordslexikon (flera upplagor och utgåvor)
- 1978: 100 svenska myntgrupper, Plus
- 1980: Rimordbok, Plus
- 1983: Spelkort och kortspel, Sjöstrands
- 1983: Stora frågesportboken
- 1984: Korsordsbok, Nybloms förlag
- 1984: Korsordsnyckel

### Övrigt
- 1947–1951: Vår väg genom världen: De geografiska upptäckarnas historia. I–III (Med Leif Beckman)
- 1953: Ohlmarks, Åke; Vera Siöcrona, Oscar Wieselgren (1953). Boken om Gamla stan: en jubileumsskrift. Stockholm: Förlagsaktiebolaget Boken. Libris 1445167
- 1954: Handelns historia i Sverige: En bokfilm.
- 1962: Algeriet: Landet i brännpunkten, Tiden.
- 1964: William Shakespeare: En introduktion, Prisma
- 1965: Asiatiska visdomsord och sentenser
- 1965: Suecia antiqua et hodierna, utgåva signerad Ohlmarks. Fem upplagor 1965-1978. Stureförlaget.
- 1965: Resor i Danmark eller Leendets broderland
- 1968: Vikningahumor, Bernces förlag.
- 1969: Afrikansk visdom
- 1969: Nobelpristagarna – En bokfilm, Stureförlaget
- 1969: Skånsk-svensk ordlista, BoB (återutgiven som: Skånsk-svensk ordbok, 1978)
- 1970: Rytm, klang, bild, rim: Svensk vers och versteknink från runmästarna till Karlfeldt, Bonniers.
- 1970: Sista sucken: Vad stora och små människor sagt eller trotts säga vid sin död. Bok och Bild.
- 1971: En bok om THX: Patienter och läkare berättar.
- 1972: THX och makthavarna
- 1976: Rexed och THX – en vitbok för åren 1972–1976
- 1978: Ord som säger detsamma
- 1980: Sjöstrands lilla musiklexikon, Sjöstrands
- 1984: Boken om Sten Broman, Bernces.
- 1984: Tidernas vansinnigheter, Carlssons förlag
- 1985: Linnés hälsoörter.

### Översättningar
- 1948: Eddans gudasånger (Geber)
- 1954: Eddans hjältesånger (Geber)
- 1955: Den glömda Eddan (Eddica minora)
- 1956: Den okända Eddan (Eddica apocryphica, inkl. Solsången) (Geber)
- 1957–1958: Islands skaldediktning
  - 1957: Islands hedna skaldediktning. Århundradet 878–980 (Geber)
  - 1958: Tors Skalder och Vite-Krists. Trosskiftestidens isländska furstelovskalder 980–1013 (Geber)
- 1958: Ivar skalds martyrkväde om tronkrävaren Sigurd slemmedjäknes död (Ivar Ingimundarsson)
- 1959: Erich Zehren: Stjärnornas testamente
- 1959–1961: J.R.R. Tolkien: Sagan om Ringen
- 1960: Fornnordisk lyrik (utdrag ur böckerna ovan) (FIB:s lyrikklubb)
  - 1. Eddadiktning
  - 2. Skaldediktning
- 1960: Konsten att spå i kort: Sepharials klassiska handbok (i övers. och med tillägg för svensk läsekrets av Åke Ohlmarks)
- 1960: Nostradamus profetior
- 1960: Thubten Jigme Norbu: Tibet mitt förlorade land (återberättad av Heinrich Harrer)
- 1960: Anne Terry White: En gyllene bok om myter och legender
- 1961: Koranen
- 1961: Snorres konungasagor (Heimskringla) (Snorre Sturlasson)
  - 1. Hednakungarna
  - 2. Olav den heliges saga
  - 3. Norska medeltidskungar
- 1961: Konsten att spå i hand: Psycho's klassiska handbok
- 1962: Georges Dumézil: De nordiska gudarna (Aldus)
- 1962: Goternas bibel
- 1962: Guds himmelrikes fröjd: ny och gammal religiös lyrik på främmande språk
- 1962: Havamal
- 1962: Vikingahistorier. Trettio fornnordiska berättare.
- 1962–1964: Isländska sagor I–V (Steinvik; återutg. Stureförlaget, 1975)
  - 1. Landssagor, upptäcktssagor, sydvästlandssagor
  - 2. Västlandssagor
  - 3. Nordvästislands sagor
  - 4. Sagorna från mellersta och östra Nordisland
  - 5. Sagorna från Öst- och Sydisland
- 1962: William Shakespeare: Komedier
- 1962: William Shakespeare: Tragedier
- 1963: Buddha talade och sade: kärnpartier ur hinayana- och mahayanabuddhismens heliga skrifter efter äldre tolkningar
- 1963: Amenhotep IV: Echnatons hymner till solen
- 1964: Paul Bauer: Den kära vidskepelsen: den moderna övertrons makter och trons makt
- 1964: Chuang tzu: Äkthetens urkund
- 1964: Eddan, Snorre Sturlassons bok om det forntida Nordens gudar. Zindermans
- 1964: Halldór Laxness, Alfred Nawrath och Sigurdur Thorarinsson: Island: intryck från ett heroiskt landskap
- 1964: Andreas Feininger (foto), Kate Simon (text): New York
- 1964: T. H. White: Svärdet i stenen
- 1964: Anthony Burgess: Intet är som solen: en berättelse om Shakespeares kärleksliv
- 1964: Världen i Camera (översatt tillsammans med Fred W. Sterner)
- 1965: Eddasångerna. Fornnordens klassiska guda- och hjältekväden
- 1965: Skånska sagor: skånska kungasagor och andra sagor hämtade ur skilda källor (Tiden)
- 1965: Rudi Strahl: Skägge Blund på Fyrtornsön
- 1969: Dante Alighieri: Den gudomliga komedin (Forum)
- 1970: Psalmer över gränserna: brödrakyrkors hymner och lovsånger
- 1971: John Fowles: Den franska löjtnantens kvinna (översättning Claës Gripenberg, dikterna tolkade av Åke Ohlmarks)
- 1973: Roland Huntford: Det blinda Sverige
- 1973: Paul H. Kocher: Tolkiens sagovärld: en vägledning i J.R.R. Tolkiens författarskap
- 1973: Michał Rusinek: Copernicus: världsalltets upptäckare
- 1974: Heinrich Theodor Musper: Albrecht Dürer
- 1974: Meyer Schapiro: Van Gogh
- 1975: Salvador Dalí: Bilder till bibeln (utg. av Alfred Läpple)
- 1975: Amy Cruse: Myternas bok: gudasagor från hela världen
- 1975: Salvador Dalí: Dinéerna med Gala (kokbok)
- 1975: Randel Helms: Tolkien, sagoberättaren
- 1975: Afrikanska sagor (utg. av M. Kosová)
- 1975–1983: Sagoböcker
  - 1975: Den blå sagoboken (A. Lang)
  - 1977: Den röda sagoboken
  - 1978: Den gula sagoboken
  - 1979: Den grå sagoboken
  - 1979: Den rosa sagoboken
  - 1980: Den rubinröda sagoboken
  - 1980: Den violetta sagoboken
  - 1981: Den brandgula sagoboken
  - 1981: Den bruna sagoboken
  - 1983: Den lila sagoboken
- 1975: Slaviska sagor (berättade av O. Sirovátka, R. Luzik)
- 1976: Folksagor från Kina (Tiden)
- 1976: H.A.J. Hulugalle: Ceylon igår – Sri Lanka idag (Stureförlaget)
- 1976: De svenska landskapslagarna (i komplett översättning med anmärkningar och förklaringar)
- 1976: Vladimir Hulpach: Totems gåva: indianska myter och sägner
- 1977:Seamus Cullen: Astra och Flondrix
- 1977: Walter Pach: Pierre-Auguste Renoir
- 1978: Humphrey Carpenter: J.R.R. Tolkien: en biografi
- 1978–1980: Mervyn Peake: Gormenghast-trilogin
  - 1978: Titus tronföljaren
  - 1979: Slottet Gormenghast
  - 1980: Titus rymlingen
- 1979: John Emlyn Edwards: Torums trolltrumma
- 1979: Jay Williams: I Nidhuggs tid (Sjöstrand)
- 1980: Julia Cunningham: Tuppeny
- 1980: David Day: Tolkien bestiarium (AWE/Geber)
- 1980: Isabel Langis Cusack: Ivan den store
- 1980: Shiʾa: iranska islams urkunder (LT)
- 1981: Patricia Wrightson Bunyipens håla
- 1983: Nostradamus samlade profetior till år 3797
- 1986: Carl von Linné: Svensk flora = Flora Svecia (översatt tillsammans med Helge Erickson)

## Filmografi

### Manus
- 1950 – Pimpernel Svensson
- 1950 – Ung och kär
- 1951 – Greve Svensson
- 1953 – Flickan från Backafall
- 1955 – Blå himmel
- 1956 – Där möllorna gå...
- 1958 – Ett svårskött pastorat

### Roller
- 1951 – Greve Svensson
- 1958 – Ett svårskött pastorat

### Regi
- 1958 – Ett svårskött pastorat